# Dryadella cristata
Dryadella cristata är en orkidéart som beskrevs av Carlyle August Luer och Rodrigo Escobar. Dryadella cristata ingår i släktet Dryadella och familjen orkidéer. Inga underarter finns listade i Catalogue of Life.

## Bildgalleri

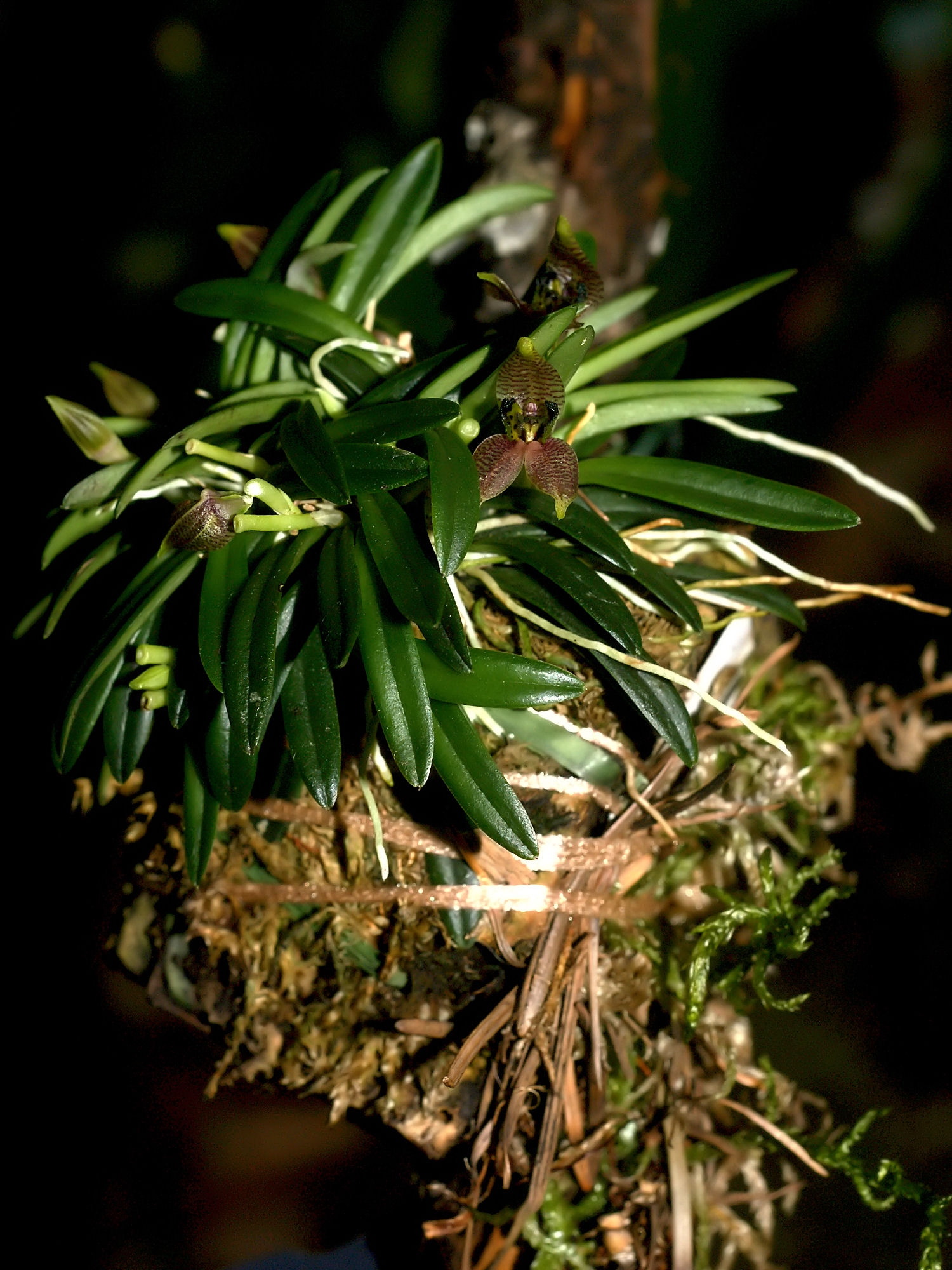